# ADM-20 Quail

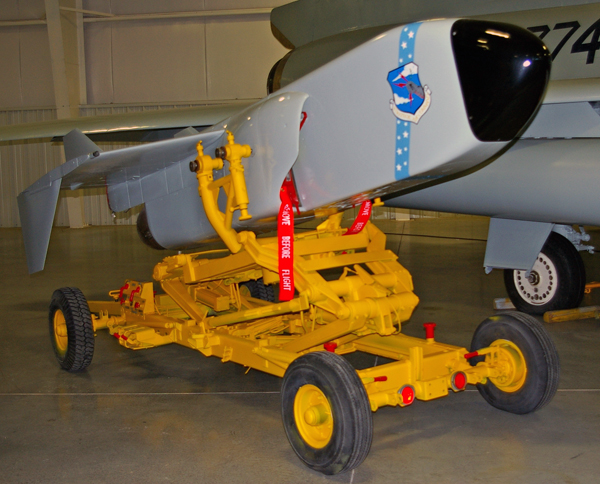

ADM-20 «Куэил» (англ. ADM-20 Quail, буквально «перепёлка», до июня 1963 года обозначалась как GAM-72) — американская авиационная ракета-приманка (ложная цель), применявшаяся для имитации радиолокационных характеристик стратегических бомбардировщиков вроде B-52 с целью введения РЛС противника в заблуждение относительно реального количества приближающихся самолётов и облегчения прорыва его ПВО. Запуск ложной цели осуществлялся с борта носителя — B-52.

## История
Разрабатывалась по инициативе ВВС США с 1955 года. В феврале 1956 года генеральным подрядчиком по разработке ложной цели была назначена компания McDonnell Corporation. Статические лётные испытания на B-52 начались в июле 1957 года, а первый свободный полёт (планирование без двигателя) прототипа XGAM-72 выполнен в ноябре того же года.
В августе 1958 года осуществлён первый успешный активный полёт, за которым последовало заключение в декабре 1958 года контракта с McDonnell на изготовление установочной серии GAM-72 Quail. В сентябре 1960 года ВВС получили первые серийные ракеты, а в феврале 1961 года первая эскадрилья B-52 была оснащена ложными целями «Quail» и введена в эксплуатацию.
Всего было изготовлено около 600 экземпляров «Quail» всех модификаций.

### Замена
Несмотря на то, что ADM-20 являлась сравнительно эффективной «приманкой» для РЛС, построенных на технологиях 1960-х годов, прогресс в радиолокации заставил ВВС начать поиски замены для ADM-20 Quail. В январе 1968 года ВВС США открыли программу SCAD (англ. Subsonic Cruise Aircraft Decoy, буквально дозвуковая крылатая воздушная ложная цель) по разработке такой замены, способной имитировать B-52 и «долгострой» B-1. На ранней стадии проработки было определено, что SCAD может быть оснащена небольшой ядерной боевой частью и значение SCAD было изменено на англ. Subsonic Cruise Armed Decoy («дозвуковая крылатая снаряжённая ложная цель»).
В июне 1970 года была развёрнута полномасштабная разработка SCAD, при этом новая ложная цель получила обозначение AGM-86A. В июне 1973 года, учитывая всё возрастающую стоимость электронных компонентов ложной цели, разработка была прервана, вместо неё было решено разработать экономически более выгодную крылатую ракету без средств РЭБ. После этого ВВС США, используя наработки по SCAD, начали программу разработки стратегической крылатой ракеты с ядерной боевой частью, завершившуюся созданием AGM-86 ALCM.

### Списание
Проведённые ВВС в 1972 году испытания показали, что операторы РЛС ПВО способны правильно определять ложные цели ADM-20 в 21 случае из 23. Учитывая, что Quail перестала быть эффективной ложной целью, ВВС начали вывод её из эксплуатации. Последняя ADM-20C была списана 15 декабря 1978 года.

## Модификации
- ADM-20A (GAM-72) — базовый вариант ракеты-приманки;
- ADM-20B (GAM-72A)
- ADM-20C (GAM-72B)

## Лётно-технические характеристики
Технические характеристики
- Длина: 3,94 м
- Размах крыла: 1,65 м
- Высота: 1,02 м
- Максимальная взлётная масса: 540 кг (ADM-20A: 450 кг)
- Силовая установка: 1 ×  General Electric J85-GE-7 или J85-GE-3 (ADM-20A)
- Тяга: 1 × 10,90 кН

Лётные характеристики
- Максимальная скорость: 0,95 М
- Практическая дальность: 650 км (ADM-20A: 825 км)
- Практический потолок: 15200 м